# 尼古拉·文托拉
尼古拉·文托拉（義大利語：Nicola Ventola，1978年5月24日—），意大利男子足球运动员，司职前锋。他曾代表意大利国奥队参加2000年夏季奥林匹克运动会足球比赛，获得第五名。